# Дебют (літературна премія)
Літературна премія «Дебют» імені Максима Богдановича (біл. Літаратурная прэмія «Дэбют» імя Максіма Багдановіча) — літературна премія, що вручається письменникам-початківцям.

## Історія
Премія «Дебют» була заснована в грудні 2010 року Білоруським ПЕН-центром та Спілкою білоруських письменників за участю російського бізнесмена білоруського походження Павла Береговича.

## Положення
Літературну премію подано в жанрах, у яких писав Максим Богданович, тобто — поезія, проза, художній переклад. Твір має бути написаний білоруською мовою, автору на момент номінації має бути не більше 35 років.

## Лауреати

### Поезія
| Рік  | Автор/Авторка        | Твір                                                             |
| ---- | -------------------- | ---------------------------------------------------------------- |
| 2011 | Віталій Рижков       | «Дзверы, замкёныя на ключы» (укр. «Двері, що зачинені на ключі») |
| 2012 | Антон Бриль          | «Не ўпаў жолуд» (укр. «Не впав жолудь»)                          |
| 2013 | Андрій Адамович      | «Дзень паэзіі смерці дзень» (укр. «День поезії смерті день»)     |
| 2014 | Володимир Ленкевич   | «70% вады» (укр. «70% води»)                                     |
| 2015 | Тетяна Недбай        | «Сірэны спяваюць джаз» (укр. «Сирени співають джаз»)             |
| 2017 | Михайло Барановський | «VOLUMEN 1»                                                      |
| 2019 | Галина Сівчанко      | «Зоў звычаю» (укр. «Виклик звичаю»)                              |

### Проза
| Рік  | Автор/Авторка        | Твір                                                                                     |
| ---- | -------------------- | ---------------------------------------------------------------------------------------- |
| 2011 | Наталка Харитонюк    | «Трынаццаць гісторый пра мёртвага ката» (укр. «Тринадцять оповідань про мертвого кота»)  |
| 2012 | Віктор Мартинович    | «Сцюдзёны вырай» (укр. «Крижаний холод»)                                                 |
| 2013 | Юлія Шарова          | «Don Giovanni, або Памілаваны свавольнік» (укр. «Don Giovanni, або Помилований пустник») |
| 2014 | Катерина Оаро        | «Сарочае радыё» (укр. «Радіо-сорочка»)                                                   |
| 2015 | Олексій Полочанський | «Мой цвік» (укр. «Мій ніготь»)                                                           |
| 2016 | Анатолій Іващенко    | «Анаталогія» (укр. «Антологія»)                                                          |
| 2017 | Андрусь Горват       | «Радзіва «Прудок». Дзённік» (укр. «Батьківщина Прудок. Щоденник»)                        |
| 2018 | Зореслава Камінська  | «Русалкі клічуць» (укр. «Русалки кличуть»)                                               |
| 2019 | Дар'я Трайден        | «Крыштальная ноч» (укр. «Криштальна ніч»)                                                |

### Художній переклад
| Рік  | Автор/Авторка                                     | Твір                                                                   | Автор першотвору               | Першотвір                                                                                   |
| ---- | ------------------------------------------------- | ---------------------------------------------------------------------- | ------------------------------ | ------------------------------------------------------------------------------------------- |
| 2011 | 1. Наста Лобода 2. Ольга Твірко                   | 1. «Маленькія тролі і вялікая паводка» 2. «Папулярная музыка з Вітулы» | 1. Туве Янссон 2. Мікаел Ніемі | 1. «Småtrollen och den stora översvämningen» (швед.) 2. «Populärmusik från Vittula» (швед.) |
| 2012 | «Інтернет-часопис "ПрайдзіСвет"»                  | Збірка вибраних творів «Маска Чырвонае Смерці»                         | Едгар Алан По                  |                                                                                             |
| 2013 | Ганна Янкута                                      | «Калядны харал»                                                        | Чарльз Дікенс                  | «A Christmas Carol» (англ.)                                                                 |
| 2014 | 1. Катерина Матієвська 2. Серж Медведєв           | 1. «Саламея» 2. «Байцоўскі клуб»                                       | 1. Оскар Вайлд 2. Чак Паланік  | 1. «Salomé» (фр.) 2. «Fight Club» (англ.)                                                   |
| 2016 | Світлана Рогач                                    | «Жыткаўскія багіні»                                                    | Катержина Тучкова              | «Žítkovské bohyně» (чеськ.)                                                                 |
| 2017 | Адель Дубовець                                    | «Танец мядзведзяў»                                                     | Вітольд Шабловський            | «Tańczące niedźwiedzie» (пол.)                                                              |
| 2018 | - Юлія Тимофєєва - Ганна Комар - Наталка Бінкевич | «Святло, і паветра, і месца, і час»                                    | Чарлз Буковскі                 |                                                                                             |
| 2019 | Павліна Вітущанко                                 | «Віленскі покер»                                                       | Річардас Ґавяліс               | «Vilniaus pokeris» (лит.)                                                                   |

### Спеціальна премія
| Рік  | Автор/Авторка   | Твір                                                                                       |
| ---- | --------------- | ------------------------------------------------------------------------------------------ |
| 2013 | Гліб Лобаценко  | «Дзіцячая ЗаМова» (укр. «Дитяче ЗаМовлення»)                                               |
| 2014 | Дмитро Дмитрієв | Візуальна комбінаторна поезія «Ліра спіралі» (укр. «Ліра спіралі»)                         |
| 2018 | Ігор Куліков    | Масштабність і відвагу в перекладацьких проєктах«Рыгведа. Кола І» (укр. «Рігведа. Коло І») |

## Критика

### Премія 2016
У 2016 році в білоруському літературному просторі виник скандал навколо вручення літературної премії «Дебют». На церемонії нагородження номінація «Поезія» залишилася без переможця, внаслідок чого молоді поети визнали таке рішення журі образливим для них. Після інциденту, поет Алесь Плотка, який потрапив у шортлист премії, звернувся до організаторів конкурсу, «щоб залагодити неприємний скандал, що виник навколо цієї номінації». Його підтримали інші автори короткого списку. Алесь Плотка прокоментував, що рішення журі не призначати переможця серед поетів порушило статут премії, який говорить: «у кожній номінації визначається переможець (Перше місце) та вручаються дві заохочувальні премії».

### Російська мова
Павло Антипов розповів, що у 2012 році він, як російськомовний письменник, не міг отримати нагороду:
 «Річ у тому, що «Дебют» присуджували лише білоруськомовним авторам, але це було неочевидно, письмового положення в премії не було.